# Norbert Teipel
Norbert Teipel (* 1. März 1951 in Brilon) ist ein ehemaliger deutscher Weitspringer.
Teipel begann seine sportliche Karriere beim TuS 1920 Hoppecke und wechselte dann zum SV Bayer 04 Leverkusen. Er war 1969 deutscher Jugendmeister in der Halle und im Freien. 1972 war er Deutscher Juniorenmeister. 1973 wurde er Deutscher Vizemeister in der Halle und belegte bei seinem einzigen Start im Nationaltrikot den siebten Platz bei den Leichtathletik-Halleneuropameisterschaften in Rotterdam.
Seine persönliche Bestleistung von 7,49 m stellte er am 13. August 1972 in Berlin auf.
Nach seiner Karriere war Teipel ehrenamtlich im Sport tätig, so gehörte er als Beisitzer dem Schulfußball-Ausschuss des Westdeutschen Fußballverbandes an.